# فرانسیس (بازیکن فوتبال، زاده ۱۹۸۱)
فرانسیس (انگلیسی: Francis؛ زادهٔ ۱۷ دسامبر ۱۹۸۱) بازیکن فوتبال اهل اسپانیا است.
از باشگاه‌هایی که در آن بازی کرده‌است می‌توان به باشگاه فوتبال ختافه، باشگاه فوتبال راسینگ سانتاندر، و باشگاه فوتبال خرز اشاره کرد.